# Pannon Airlines
A Pannon Airlines egy 1999-ben alapított és 2002-ben megszűnt magyar charter légitársaság volt.

## Története
A cég a HTC Utazásszervező és a Jorgos Travel utazási irodák utasait vitte főleg görög, török és spanyol állomásokra orosz személyzettel, valamint egyetlen repülőgépükkel, egy Tu–154-essel (HA-LCX).
Tervben volt egy B737-es beszerzése, de ez nem valósult meg. A Malév akkori Charter Services versenytársa kívánt lenni, ezzel csökkentve a nemzeti légitársaság monopol szerepét a magyarországi charter piacon. Négy hónap alatt egyetlen repülőgéppel már 40 000 utas választotta a légitársaságot. Gyakori cikkek jelentek meg a HTC Utazásszervező (melynek tulajdonosa Havas Tamás a Jorgos Travel tulajdonosa is és egyben a Pannon Airlines társtulajdonosa is volt) és a légitársaság közötti elszámolási problémák miatt, gyakran a Pannon Airlines átmeneti leállását okozva.
A 2001-es terrorcselekmények nem csak a nagyobb légitársaságokat hozta nehéz helyzetbe anyagilag, hanem a kisebb chartereket is, köztük a Pannon Airlinest. A 2002 májusában kiadott közlemény szerint az Izraelben kialakult belpolitikai helyzet miatt visszamondott járatok is komoly veszteséget okoztak a vállalatnak, valamint a HTC Utazásszervező Kft. is, amely ellen csődeljárást kezdeményezett még 2001 szeptemberében a mintegy 100 millió forintos tartozást behajtása érdekében.
A cég körülbelül 2000 repült óra után 2002. május 22-én szüntette be tevékenységét.